# Caudron R.11
Il Caudron R.11 fu un bimotore biplano multiruolo sviluppato dall'azienda aeronautica francese Société des avions Caudron nei tardi anni dieci del XX secolo.
Sviluppato dal precedente Caudron R.4 come aereo da ricognizione-bombardiere, venne adottato, nel principale ruolo di caccia pesante di scorta a lungo raggio, dall'Aviation militaire, la componente aerea dell'Armée de terre (l'esercito francese), ed utilizzato durante le fasi finali e dopo il termine della prima guerra mondiale.

## Storia del progetto
Dopo che, durante il servizio con la forza aerea francese, le prestazioni del ricognitore-bombardiere R.4 progettato da René e Gaston Caudron cominciarono a non essere più in grado di competere efficacemente contro gli attacchi della caccia avversaria, i due fratelli decisero di avviare lo sviluppo di un nuovo modello in grado di migliorarne anche la manovrabilità, giudicata oramai insufficiente dai propri equipaggi e con la pericolosa tendenza a non uscire dalla picchiata.
Nel frattempo la morte di Gaston segnò di conseguenza un arresto del suo sviluppo costringendo René a chiamare, per avvalersi della sua collaborazione, l'ingegnere Paul Deville al quale lasciò interamente il compito di portare a termine il progetto.
Lo sviluppo del nuovo modello, identificato come R.11, passò attraverso degli ibridi, dei Caudron R.6 con la fusoliera modificata per testare alcune delle soluzioni tecniche destinate alla serie. Questi erano destinati a rimanere dei banchi di prova volanti per il loro impianto propulsivo basato su una coppia di Renault 12D di soli 130 CV (96 kW) ciascuno, oramai insufficienti.
Il prototipo, che venne portato in volo, a seconda delle fonti, tra il marzo ed il maggio del 1917, manteneva una forte somiglianza con l'R.4, cellula composta da una fusoliera triposto in tandem abbinata ad una velatura biplana che integrava i due motori in configurazione traente, ma se ne discostava per le dimensioni ridotte, leggermente in lunghezza e di circa 3 m in apertura alare, per un diverso disegno del naso, per la fusoliera più profonda verso la parte ventrale e per il diverso carrello d'atterraggio che abbandonava l'elemento anteriore. La propulsione era assicurata da una coppia di motori Hispano-Suiza 8Ва, dei 8 cilindri a V raffreddati a liquido da 200 CV (147 kW), motorizzazione sostituita nella produzione in serie da versioni sempre più potenti del motore francese. In questa configurazione le prove di volo si susseguirono per tutta l'estate.
In risposta alle esigenze dell'esercito l'R.11 avrebbe potuto ricoprire anche il ruolo di bombardiere notturno, equipaggiato con un carico bellico pari a 120 kg in bombe da caduta, tuttavia le prestazioni espresse in velocità massima suggerirono l'utilizzo in un diverso ambito operativo, affiancando nelle missioni di bombardamento tattico i più leggeri monomotore Breguet 14 B2, potendo contare su una notevole capacità di fuoco. Le prove che si susseguirono in tal senso fecero slittare l'approvazione da parte delle autorità militari francesi che, alla fine, decisero di sottoscrivere un sostanzioso contratto per 1 000 esemplari; l'avvio della produzione in serie avvenne nel febbraio 1918. Dato che la quantità di velivoli richiesti superava la capacità produttiva della Caudron vennero concesse licenze ad altre aziende aeronautiche francesi così che l'R.11 sarebbe uscito dalle catene di produzione di almeno venti diversi stabilimenti. Tuttavia l'indisponibilità di unità propulsive condizionò la velocità di costruzione del modello e, una volta concluso il conflitto, la minore esigenza determinò il termine della produzione dopo solo 310 (o 370) esemplari.

## Tecnica
L'R.11 era un velivolo di impostazione, per il periodo e per la tipologia di velivolo, convenzionale: costruzione interamente lignea, bimotore triposto con velatura biplana e carrello fisso.
La fusoliera, di sezione ovale e realizzata con struttura in legno ricoperta in tela trattata, era caratterizzata da un naso particolarmente profilato, con un aspetto simile a quello di un dirigibile e presentava tre abitacoli aperti posti in tandem, l'anteriore posizionato sul naso, destinato al primo mitragliere, il secondo, posto appena dopo il bordo di uscita alare, occupato dal pilota ed il posteriore all'osservatore con funzione anche di mitragliere di coda e ventrale. Posteriormente terminava, dopo una vistosa pinna dorsale, in un impennaggio classico monoderiva dotato di piani orizzontali controventati.
La configurazione alare era biplano-sesquiplana, composta dall'ala superiore, montata alta a parasole, di apertura leggermente maggiore di quella inferiore, a sua volta montata bassa sulla fusoliera, collegate la prima alla parte superiore della fusoliera tramite un castello tubolare e tra loro da una quadrupla coppia di montanti per lato, realizzati in tubo d'acciaio ricoperti da un profilo in legno, i quattro più interni che costituivano un castello tubolare "a V" con funzione di supporto per le gondole motore, ed integrati da tiranti in cavetto d'acciaio.
Il carrello d'atterraggio era un biciclo anteriore fisso, con gli elementi costituiti da due carrellini posizionati sotto le ali dotati di ruote binate collegate tra loro da un assale rigido integrati da un pattino d'appoggio posteriore ammortizzato e posizionato sotto la coda.
La propulsione era affidata ad una coppia di motori Hispano-Suiza 8, degli 8 cilindri a V raffreddati a liquido che si susseguirono in diverse versioni dalla sempre maggiore potenza disponibile, dai 210 CV (155 kW) dell'8Bda ai 235 CV (173 kW) dell'8Beb, ciascuno, posizionati nelle gondole di sezione triangolare tra i montanti interalari più interni, dotati di impianto di raffreddamento con radiatore che integrava anche quello dell'impianto di lubrificazione, ed abbinati ad eliche bipala in legno a passo fisso. Tecnologicamente avanzato, per l'epoca, il sistema di alimentazione, modificato in modo che, se necessario, i motori potessero ricevere il combustibile da uno qualsiasi dei due serbatoi collocati nella parte posteriore delle gondole.
L'armamento, nella versione caccia di scorta, consisteva in cinque di mitragliatrici Lewis calibro 7,7 mm due binate collocate sulla postazione anteriore, sul naso, e posteriore, dietro al pilota, entrambe montate su supporto brandeggiabile, più la quinta posizionata sul fondo della fusoliera. Quando lo richiedeva la missione era inoltre possibile agganciare un carico pari a circa 300 kg in bombe da caduta, in bombe da 5 a 50 kg nominali, mentre nelle versioni da bombardamento notturno il carico standard era pari a 120 kg.

## Impiego operativo
L'R.11 venne adottato dall'Escadrille R.26, reparto da caccia dell'esercito francese basato sul fronte occidentale, fin dal febbraio 1918, utilizzato come scorta ai Breguet 14 nelle missioni di bombardamento tattico in territorio tedesco imperiale a difesa dagli attacchi dei caccia della Luftstreitkräfte. In seguito equipaggiò le Escadrille R.46, R.239, R.240, R.241, R.242 e R.246, ottenendo successi abbastanza importanti con perdite minori, rimanendo in servizio fin dopo il termine della prima guerra mondiale e proseguendo il suo incarico operativo fino al 1922, anno in cui venne progressivamente rilevato da modelli più recenti.

## Varianti
R.11
versione base, caccia di scorta.
R.11 A3
versione da ricognizione a lungo raggio.
R.11 BN3
versione bombardiere notturno, realizzato in piccola serie.
R.11 VZ
versione bombardiere tattico.

## Utilizzatori
Francia
- Aviation militaire

 Stati Uniti
- American Expeditionary Forces